# 金沢高等工業学校
| 金沢高等工業学校 （金沢高工） | 金沢高等工業学校 （金沢高工） |
| ----------------------------- | ----------------------------- |
| 創立                          | 1920年                        |
| 所在地                        | 石川県金沢市上野本町          |
| 初代校長                      | 青戸信賢                      |
| 廃止                          | 1951年                        |
| 後身校                        | 金沢大学                      |
| 同窓会                        | 金沢工業会                    |

金沢高等工業学校（かなざわこうとうこうぎょうがっこう）は、石川県金沢市に存在した旧制官立専門学校。1944年以降は金沢工業専門学校と称した。後の金沢大学工学部の前身で、現在の理工学域の前身の1つ。

## 概要
修業年限は3年で、土木工学・機械工学・応用化学・化学機械・電気工学の各科が設置されていた。
金沢市上野本町（現：小立野二丁目）に校地を置いた。校地は金沢大学に引き継がれ、小立野キャンパスとして工学部が使用した。工学部は2005年までに角間キャンパスに移転し、跡地には2022年に石川県立図書館が移転し、2023年に金沢美術工芸大学が移転する予定である。
卒業生により同窓会「金沢工業会」が結成され、金沢高等工業学校、金沢工業専門学校、金沢大学（工学部・大学院工学研究科、理工学域・大学院自然科学研究科の各一部）と継承されている。

## 沿革
- 1920年12月：文部省直轄諸学校官制が改正され、「金沢高等工業学校」が追加される[1]。
- 1921年
  - 4月：授業開始[2]。学科は土木工学科・機械工学科・応用化学科[3]。所在地表記は石川郡崎浦村字上野新[2][4]。
  - 10月：別科（修業年限1年以内）を附設し、授業開始[5]。
- 1936年4月：金沢市が崎浦村を編入したことにより、所在地表記が金沢市上野本町となる[6][7]。
- 1937年8月：臨時別科として工業技術員養成科を設置、10月に授業開始[8]。
- 1939年5月：化学機械科・電気工学科を新設[9]。
- 1943年4月：工業教員養成所を附設[10]。
- 1944年4月：金沢工業専門学校と改称される[11]。同日、学科が本科第一部の土木科・機械科・化学工業科・化学機械科・電気科と本科第二部の機械科に改められる[12]。
- 1945年4月：本科第一部に電気通信科を、本科第二部に土木科を新設[13]。
- 1946年4月：精密機械科を新設[14]。1948年時点では機械科精密機械分科とされている[15]。
- 1949年5月：国立学校設置法により金沢大学が設置され、金沢工業専門学校は金沢大学に包括される[16][14]。各学科は土木工学科・機械工学科・工業化学科・化学機械学科・電気工学科と応用数学物理学教室に移行[17]。
- 1951年4月：金沢工業専門学校が廃止される[18]。
- 1954年：金沢大学工学部に工業教員養成課程が新設される[17]。

## 歴代校長
- 初代：青戸信賢（1920年12月 - 1940年3月）
  - 1918年9月より創立事務取扱を嘱託される[14]。名古屋高等工業学校教授より転じる[14]。
- 2代：森慶三郎（1940年3月 - 1943年10月）
  - 山梨高等工業学校教授より転じる。
- 3代：横山盛彰（1943年10月 - 1951年3月）
  - 横浜高等工業学校教授（理学博士）より転じる。1949年5月から1955年3月まで金沢大学工学部長を務める[14]。